# Lacina
Lacina este o arie protejată (arie specială de conservare — SAC, sit de importanță comunitară — SCI) din Italia întinsă pe o suprafață de 326 ha, integral pe uscat.

## Localizare
Centrul sitului Lacina este situat la coordonatele 38°35′32″N 16°24′25″E / 38.592222°N 16.406944°E.

## Înființare
Situl Lacina a fost declarat sit de importanță comunitară în septembrie 1995 pentru a proteja 5 specii de animale. Situl a fost protejat și ca arie specială de conservare în iunie 2017.

## Biodiversitate
Situată în ecoregiunea mediteraneană, aria protejată conține 7 habitate naturale: Păduri de Abies alba din Apeninii sudici, Pajiști umede mediteraneene cu ierburi înalte de Molinio-Holoschoenion, Mlaștini turboase de tranziție și turbării mișcătoare, Păduri de fag din Apenini cu Taxus și Ilex, Păduri de pin (sub-) mediteraneene cu pini negri endemici, Formațiuni ierboase bogate în specii de Nardus, dezvoltate pe substraturi silicioase în zone montane (și în zone submontane, în Europa continentală), Păduri aluvionare cu Alnus glutinosa și Fraxinus excelsior (Alno-Padion, Alnion incanae, Salicion albae).
La baza desemnării sitului se află mai multe specii protejate:
- păsări (4): cuc (Cuculus canorus), Falco eleonorae, șoimul rândunelelor (Falco subbuteo), silvie de câmp (Sylvia communis)
- amfibieni (1): Bombina pachypus

Pe lângă speciile protejate, pe teritoriul sitului au mai fost identificate 10 specii de plante, 6 specii de amfibieni, 8 specii de nevertebrate, 1 specie de reptile.